# 峯田史郎
峯田 史郎（みねた しろう、1978年 - ）は、日本の国際政治学者。都留文科大学教養学部地域社会学科准教授。
研究テーマは国際関係論、地域研究（東南アジア大陸部と中国の国境地域）、境界研究。日本国際政治学会、日本平和学会、北東アジア学会所属。

## 人物・経歴
広島県生まれ。早稲田大学社会科学部、大学院社会科学研究科修了。指導教官は多賀 秀敏。
早稲田大学社会科学総合学術院助手、チェンマイ大学客員研究員などを経て、2011年4月、早稲田大学地域・地域間研究機構アジア・ヒューマン・コミュニティ研究所招聘研究員。2022年4月より都留文科大学教養学部地域社会学科准教授。
2015年、ミャンマー総選挙国際監視団。2016年、北東アジア学会 優秀論文賞を受賞。

## 著書

### 編著・共著など
- 『地方発国際NGOの挑戦：グローカルな市民社会へ向けて（新潟国際ボランティアセンター）』、明石書店、2008年
- 『国際政治を思想する I 』、国際書院、2009年
- 『東南アジアの紛争予防と「人間の安全保障」：武力紛争、難民、災害、社会的排除への対応と解決に向けて』、明石書店、2016年
- 『Complex Emergencies and Humanitarian Response』、Union Press, Osaka、 2018年
- 『＜周縁＞からの平和学』、昭和堂、2019年
- 『平和学から世界を見る』、勁草書房、2020年
- 『東アジアの重層的サブリージョンと新たなアーキテクチュア』勁草書房、2020年
- 『新しい国際協力論［第3版］』明石書店、2023年